# Piers Haggard
Pour les articles homonymes, voir Haggard (homonymie).
Piers Haggard, né le 18 mars 1939 à Londres et mort le 11 janvier 2023, est un réalisateur britannique.

## Biographie
Il est le fils de Stephen Haggard (1911-1943), acteur et poète britannique, et l'arrière petit-neveu de l'écrivain Henry Rider Haggard.

## Filmographie partielle
- 1969 : I Can't... I Can't (en)
- 1971 : La Nuit des maléfices (The Blood on Satan's Claw)
- 1979 : Quatermass (en)
- 1980 : Le Complot diabolique du docteur Fu Manchu (The Fiendish Plot of Dr. Fu Manchu)
- 1981 : Venin (Venom)
- 1988 : A Summer Story
- 1989 : Si Dieu le veut (The Fulfillment of Mary Gray) (téléfilm)
- 1990 : L'Amour en jeu (en) (She'll Take Romance) (téléfilm)
- 1992 : Quatre Yeux et un colt (Four Eyes and Six Guns) (téléfilm)
- 1994 : La Brèche (The Lifeforce Experiment) (téléfilm)
- 1998 : Conquest (en)
- 2006 : Les Pêcheurs de coquillages (en) (The Shell Seekers) (feuilleton)